# Ken Lorraway
Ken Lorraway (eigentlich Kenneth John Lorraway; * 6. Februar 1956 in Wagga Wagga; † 4. Januar 2007 in Canberra) war ein australischer Drei- und Weitspringer.
1978 wurde er bei den Commonwealth Games in Edmonton Vierter im Dreisprung und Achter im Weitsprung.
Bei den Olympischen Sommerspielen 1980 in Moskau kam er im Dreisprung auf den achten Platz.
Im Dreisprung gewann er 1981 Silber bei den Pacific Conference Games und wurde Sechster beim Leichtathletik-Weltcup in Rom. Bei den Commonwealth Games 1982 in Brisbane holte er Silber, und bei den Olympischen Spielen 1984 in Los Angeles schied er in der Qualifikation aus.
Von 1980 bis 1984 wurde er fünfmal in Folge Australischer Meister im Dreisprung.
Ken Lorraway war mit der Weitspringerin Robyn Strong verheiratet.

## Persönliche Bestleistungen
- Weitsprung: 7,91 m, 30. Januar 1982, Canberra
- Dreisprung: 17,46 m, 7. August 1982, London (Ozeanienrekord)